# Mona Hala
Mona Hala (em árabe: منى هلا; nascida em 25 de outubro de 1984) é uma atriz e anfitriã egípcia-austríaca.

## Início da vida e carreira
Ela nasceu no Egito de pai austríaco e mãe egípcia, seu pai morreu quando ela tinha 12 anos. Ela ficou com a mãe no Egito, mas manteve a cidadania austríaca. Ela se formou na Ain Shams University em tradução alemão-árabe. Ela começou sua carreira como apresentadora de programas infantis de TV. seu primeiro papel como atriz foi na série Lucky guys em 2001, então ela apareceu na série de TV The Imperator com Hussein Fahmi e Ilham Chahine, ela atuou Fawzia Fuad do Egito em King Farouq em 2008 e em A queen in exile em 2010. Em filmes, ela atuou em Seb wana seeb em 2004, Zaki shan em 2005, Seven colors of sky em 2007, By nature colors em 2009, The Glimpse em 2009, Radio Love em 2011.

## Vida pessoal e política
Mona Hala é conhecida como uma das celebridades que participaram da revolução egípcia de 2011. Ela é conhecida por suas ideias esquerdistas, ela é feminista e socialista, ela também defende os direitos dos homossexuais.
Em 2018 ela se casou com seu namorado americano de longa data Tomas, ele se converteu ao Islã para fins de casamento, ela se tornou vegana após se encontrar com o namorado.

## Trabalhos

### Series
- Lucky guys em 2001
- The imperator em 2002
- Shabab online 2 em 2003
- The other side of beach em 2004
- New Egypt em 2004
- Tamea Caviar em 2005
- Cairo welcome you em 2006
- Mowaten bedarajat wazeer em 2006
- Heaven victory em 2006
- El-Andaleeb em 2006
- And The love is strongest em 2006
- Seket eli yeroh em 2006
- Wounded hearts club em 2007
- King Farouq em 2007
- Girls em thirty em 2008
- Ada Alnahar em 2008
- Dead heart em 2008
- Days of horor and love em 2008
- Lamba show em 2008
- The hearts is back em 2008
- The high school em 2009
- Haramt ya baba em 2009
- Love story em 2010
- The truth of illusions em 2010
- quarter problem em 2010
- Leaving with sun em 2010
- Haramt ya baba 2 em 2010
- A queen em exile em 2010
- The other october em 2010
- Years of love and salt em 2010
- The university em 2011
- Aroset yaho em 2012
- Robe mashakel spacy em 2012
- Teery ya tayara em 2012
- Alf salama em 2013
- The best days em 2013

### Filmes
- Albasha Altelmed em 2004
- Seeb wana seeb em 2004
- Zaki shan em 2005
- Seven colors of sky em 2007
- The Baby Doll Night em 2008
- Cairo time em 2009
- The Glimpse em 2009
- In nature colors em 2009
- Radio love em 2011
- The Field em 2011
- Midnight party em 2012
- Paparazzi em 2015
- Hamam sakhen em 2018
- Exterior night em 2018

### Curtas-metragens
- Jahin quarters em 2004
- Close up em 2005
- House from meat 2005
- Akbar Alkabaer em 2007

### Palco
- The accident which happenned em 2010

### Anfitrião
- Yala bena em 2001
- Sah sah maana em 2001
- Belmaqloob em 2010
- Monatoy em 2011